# مروه خربوچ
ماروآ خربوچ (متولد ۲۰ سپتامبر ۱۹۹۰) مدل جبل الطارقیایی و دارنده عنوان مسابقه زیبایی است. او در سال ۲۰۱۳ عنوان دوشیزه جبل الطارق را به دست آورد و به عنوان منتخب مردم در دوشیزه دنیا ۲۰۱۳ در بالی، اندونزی انتخاب شد، جایی که مگان یانگ از فیلیپین برنده مسابقه شد. قرار گرفتن در ۳ فینالیست برتر او اولین جبل الطاریایی مغربی الاصل بود که عنوان دوشیزه جبل الطارق را به دست آورد و دومین فینالیست جبل الطارق در مسابقات زیبایی دوشیزه دنیا بود.
مروآ خربوچ دستیار مدیر ارتباط با مشتری است. سرگرمی‌ها و علایق او شامل مدلینگ، تناسب اندام و کار داوطلبانه است. او از تبار مراکشی است و پدر و مادرش هر دو اهل مراکش هستند و سه زبانه است و به انگلیسی، اسپانیایی و عربی صحبت می‌کند.